# Дизентерия
Дизентерия е инфекциозно заболяване на червата, най-вече дебелото черво, протичащо със силна диария, като типично в изпражненията се съдържат слуз и кръв, а по-рядко симптом може да бъде и повръщане. Болестта може да нанесе поражения на стомашно-чревния тракт, както и на целия човешки организъм и особено в страните от Третия свят е потенциално смъртоносна. Причините могат да бъдат бактерия, протозоа, вируси или паразитни червеи.

## Начин на разпространение
- Чрез контакт с болен от дизентерия при недостатъчна хигиена.
- Чрез хранителни продукти, замърсени с частици от изпражнения.

## Причинители
Обикновено причината е инфекция с бактерии от рода Shigella, а също и от дизентерийната амеба Entamoeba histolytica. Човек се заразява най-често при недобра лична хигиена (контакт на храната и ръцете с изпражнения).
При заразяване с дизентерийна амеба човек се заразява с малката форма. Тя прераства в голяма вследствие простуда или настинка. Преди преминаването си в голяма форма тя живее в чревните кухини, а след „прерастването си“ тя се премества при чревните власинки, където продължава да се храни с бактерии. В голямата си форма причинява диария, повръщане и стомашно-чревни спазми. В острата си форма тя може да се засели в мозъка или черния дроб на човек.

## Личности, починали от болестта
- Лъв I Тракиец – византийски император (474 г.);
- Константин IV Погонат – византийски император (685 г.);
- Джон Безземни – крал на Англия (1216 г.);
- Луи VIII – крал на Франция (1226 г.);
- Филип V – крал на Навара и Франция (1322 г.);
- Едуард, Черния принц – принц на Уелс (1376);
- Хенри V – крал на Англия (1422 г.);
- Ернан Кортес – испански конкистадор (1547 г.);
- Френсис Дрейк – английски пират и мореплавател (1580 г.);
- Акбар Велики – владетел на династията на Великите Моголи (1605 г.);
- Винченцо Белини – италиански композитор (1835 г.);
- Морис Халбвакс – френски социолог (1945 г.)